# Château de Sallenôves
Le château de Sallenove, parfois Sallenôves, est une ancienne maison forte du XIIe siècle, fortement remaniée au XIVe – XVe siècles, centre au Moyen Âge de la seigneurie de Sallenove, qui se dresse au hameau de Bonlieu sur la commune de Marlioz une commune française, dans le département de la Haute-Savoie en région Auvergne-Rhône-Alpes.
Le château fait l’objet d’une inscription au titre des monuments historiques depuis le 17 avril 1931.

## Situation
Il est situé, à 400 m d'altitude, sur un éperon rocheux qui domine le confluent des vallées des petites et des grandes Usses.
Au Moyen Âge, c'était le passage à gué obligé, situé à proximité de l'ancienne voie romaine, de l'une des principales routes du comté de Genève, reliant la cité genevoise, par le Mont-Sion, à Seyssel et son port sur le Rhône. Le château contrôle ainsi le passage par les Petites Usses, d'où il tirait des revenus liés aux péages. Son pendant, la maison forte de Marlioz surplombe les Grandes Usses.

## Historique
Le château appartient à la famille de Sallenove ; famille étroitement liée à l'histoire de la Savoie, à l'origine de la maison de Viry, vassale des comtes de Genève. Le premier membre connu est un certain Guillaume, qualifié de « miles de aula nova » en 1160.
En 1275, Aimon de Sallenove, damoiseau, rend hommage au comte Aymon II de Genève pour son château de Sallenôves. En 1309, dans son testament, il lègue « cinq bichets de froments de cens annuelle hypothéqués sur le moulin sis sous le château de Sallenove ».
Charles IV de Luxembourg en juin 1365, est accueilli au château, lors de son retour d'Arles, où il s'est fait couronner roi d'Arles. 
En 1519, Alexandre, seigneur et baron de Sallenove, est nommé comme conseiller du duc Charles III de Savoie, pour participer avec le chanoine Eustache Chappuis, à la Diète de Zurich, afin de transiger avec les combourgeois de Genève et de Fribourg. Le château fait l'objet de profonds travaux de « modernisation ». À ses pieds, en 1536, lors de l'invasion de la Savoie par les troupes de François Ier, Alexandre de Sallenove y arrête les Français. Il est restauré en 1544 et 1546.
Charles de Sallenove, Gentilhomme ordinaire de Charles Quint, avant de mourir, donne le château de Sallenove et celui de Marlioz en 1583 à Pierre de Montluel. Au décès de ce dernier, sa veuve cède en 1589 les seigneuries au duc Emmanuel Philibert de Savoie, qui les donne en fief à Simon Marmier, seigneur de Moissy, mort le 3 juin 1589 à la bataille de Plan-les-Ouates.
Le 19 juin 1589, le château abrite une rencontre entre le comte de Challant, représentant du duc de Savoie, et les Bernois, destinée à établir la paix entre les Suisses et la Savoie. Le château sera aussi le théâtre de la trahison en 1602 du duc de Biron, aux dépens d'Henri IV, qui y rencontre les représentants du duc de Savoie et du roi d'Espagne.
Les châteaux sont en 1651 possession de Gaspard de Livron qui les a reçus en dot de la nièce de Simon Marmier. Ils auront jusqu'au XXe siècle, des propriétaires communs, ceux-ci habiteront le château de Marlioz, rénové en 1673, au détriment du château de Sallenove. Se succèdent les familles Malivers, Pingon en 1773, le comte de La Prunarède en 1829, l'abbé Édouard Scott.
En 1873, les châteaux sont vendus à Jean Daudens de Marlioz. En 1930, Sallenove est acheté par Émile Schurch qui le restaure. Il appartient toujours à cette famille.

## Description
Le promontoire du château, en à pic de tous côtés avec un seul accès possible à l’est (vers la Chetaz) avec des fossés secs.
Une vaste enceinte occupe un promontoire qui se termine par des pentes raides de tous côtés, sauf à l'est, où elle est défendue par une double ceinture de fossés secs, creusés dans la pierre, de nos jours comblés.
L'accès à la basse-cour se fait par ce côté après avoir franchi la porte maitresse et bastion. La porte est surmontée d'un blason représentant les armes de la famille de Sallenove, et défendue par une canonnière. Elle renferme deux vastes corps de logis flanqués de deux grosses tours quadrangulaires, la « Tour salle » et la « Tour du carré ».
La tour maitresse dite « Tour de César », ruiné à la Révolution, ses pierres ont servi au XIXe siècle à construire l'église de Marlioz, de 9 × 12 mètres et des murs épais de 1,30 m est la partie la plus ancienne. Seules les faces sud et ouest ont été conservées. Louis Blondel date ses parements en litages réguliers du début du XIIIe siècle.
On accède à la cour intérieure par une porte, protégée par un mâchicoulis sur consoles, dont il ne subsiste que ces dernières, percée entre la « Tour de César » et la « Tour du carré ». Cette dernière s'éclaire entre autres par une fenêtre à croisée d'angle. Sur cette cour, donne la cuisine. Le puits se trouve dans une cave contiguë.
Dans le but d'imitation des châteaux « princiers », à l'étage, une chapelle voûtée en ogive dédiée à Sainte-Catherine, implanté au bout d'une galerie de style gothique, est en communication directe avec les appartements privés.
Le château connaît une première extension au XIVe – XVe siècles, on construit la « Tour salle ». Il est profondément remanié dans un style renaissance en 1534, avant de subir une belle restauration au XXe siècle.
Le colombier était érigé au pied de l'éminence qui porte la maison forte.

## Château hanté?
Le château de Sallenove est l'un des rares châteaux considéré comme hanté dans le département de la Haute-Savoie. Une salle appelée la « chambre du Diable » serait hantée par un spectre qui est décrit comme « un cheval armé, caparaçonné, écumant qui disparaissait au dernier coup de minuit »,.